# Pedro Clerot
Pedro Henrique Rodovalho Clerot, mais conhecido como Pedro Clerot  (Brasília, 27 de janeiro de 2007) é um automobilista brasileiro que atualmente compete na FRECA pela Van Amersfoort Racing. Ele foi campeão da Fórmula 4 Brasileira em 2022.

## Biografia
Pedro Henrique Rodovalho Clerot nasceu em Brasília, em 27 de janeiro de 2007. Ele é filho dos pastores João Luiz e Lia Clerot, e neto de Robson Rodovalho e de Lúcia Rodovalho, também pastores e fundadores da igreja neopentecostal Comunidade Evangélica Sara Nossa Terra. Pedro também é neto de José Luiz Clerot, ex-deputado e ex-ministro do STM, e de Eloísa Clerot.
Sua família não tem ligações com o automobilismo, embora seu pai goste da modalidade e tenha como hobby fazer tracks de moto. Nas horas vagas, Pedro está praticando no simulador, jogando no videogame, e ele também anda de kitesurf. Ele gosta da MotoGP, afirmando ter escolhido seu número na F4 Brasil por causa do piloto norte-americano Nicky Hayden, e revelou admirar pilotos da F1 como Ayrton Senna, Lewis Hamilton, George Russell, Lando Norris e Max Verstappen, afirmando se enxergar neste último por conta de sua agressividade nas pistas.
Em 2023, Pedro Clerot entrou na lista da Forbes Under 30, na categoria Esportes.

## Carreira

### Cartismo
Pedro Clerot começou sua carreira no kart em 2016. Em pouco tempo, tornou-se tricampeão brasiliense (2018, 2019 e 2021) e venceu duas vezes o Open do Brasileiro da modalidade (2020 e 2021).

### Fórmula Delta
Em 2021, veio a transição para os monopostos. Na Fórmula Delta, foi o melhor estreante e vice-campeão geral, com duas vitórias, duas poles e nove pódios no total, somando 121 pontos, 41 a menos do que o campeão Gabriel Fonseca. Ele ainda bateu um recorde de mais jovem vencedor de uma prova no automobilismo nacional, quando em agosto de 2021, Pedro venceu em Interlagos quando tinha 14 anos e 7 meses.

### Fórmula 4

#### F4 Brasileira
Em 2022, Clerot se juntou à Full Time para disputar a temporada inaugural do Campeonato Brasileiro de Fórmula 4. Seus companheiros foram Nelson Neto, Ricardo Garcia e Fernando Barrichello. O brasiliense foi dominante, vencendo sete vezes e estando no pódio em onze das quinze etapas. Ele foi campeão na rodada de Goiânia, após vencer a corrida 3, e finalizou o ano com 276 pontos, tendo 63 de vantagem sobre o vice Lucas Staico. Seu desempenho na F4 Brasileira lhe rendeu o prêmio Capacete de Ouro em 2023.

#### F4 Italiana
Clerot participou de seis corridas no Campeonato Italiano de Fórmula 4, conhecendo pela primeira vez os autódromos europeus e competindo na equipe AKM Motorsport, de propriedade de Marco Antonelli, pai de um de seus concorrentes, Andrea Kimi Antonelli. Clerot não somou pontos nas rodadas que disputou e teve como melhor resultado um 11º lugar na corrida 2 de Ímola.

#### F4 Emiradense
Em 2023, Clerot se juntou à MP Motorsport para competir nas duas rodadas finais do Campeonato dos Emirados Árabes Unidos de Fórmula 4. O brasileiro pontuou na maioria das etapas, tendo como melhor resultado o quarto lugar na corrida que encerrou a temporada, em Abu Dhabi. Assim, Pedro foi o 13º colocado, somando 30 pontos.

#### F4 Espanhola

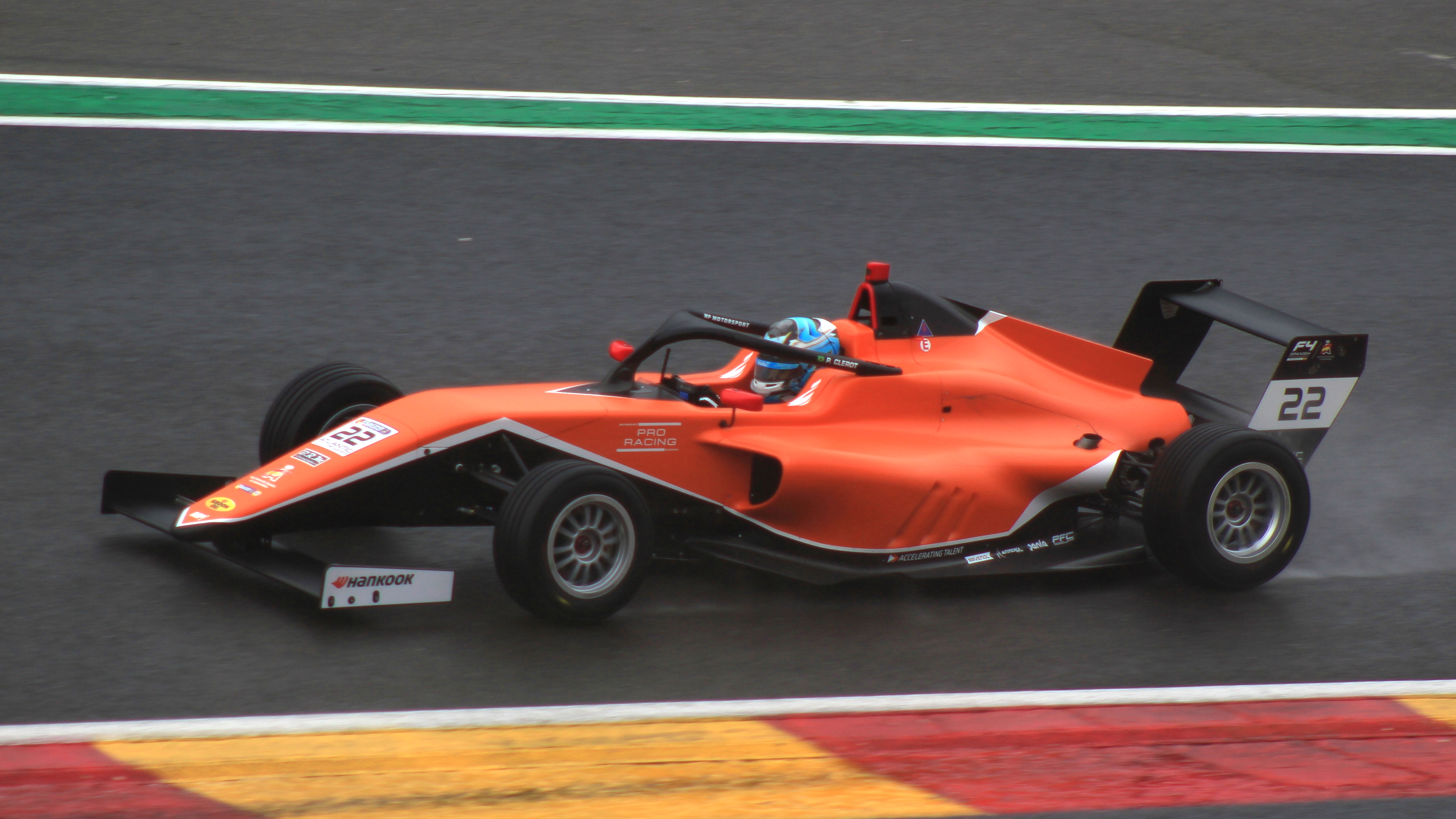
Clerot guiando a MP Motorsport em Spa-Francorchamps em 2023

Clerot e a MP também estiveram juntos no Campeonato Espanhol de Fórmula 4 em 2023. Seus melhores resultados foram na primeira rodada, em Spa-Francorchamps, na qual o brasiliense venceu as duas primeiras corridas e foi o segundo colocado na terceira, o que o levou à liderança do campeonato. Mas esses foram seus únicos pódios na temporada, assim, Clerot encerrou o ano na F4 Espanhola em sexto lugar, com 151 pontos. Dentre seus companheiros de equipe, o único a superá-lo foi o italiano Valerio Rincella, que foi o terceiro colocado com mais de cem pontos de vantagem sobre Clerot. E Pedro ainda conseguiu ser o brasileiro mais bem posicionado dentre os que fizeram toda a temporada, já que Ricardo Gracia foi o décimo terceiro e Fernando Barrichello foi o décimo sétimo.

### Fórmula Regional

#### FRMEC
Em preparação para sua primeira temporada na Fórmula Regional em 2024, Clerot fez as duas primeiras rodadas na Fórmula Regional do Oriente Médio com a equipe Saintéloc Racing. Seu melhor resultado foi um 14º lugar na corrida 2 de Yas Marina.

#### FRECA

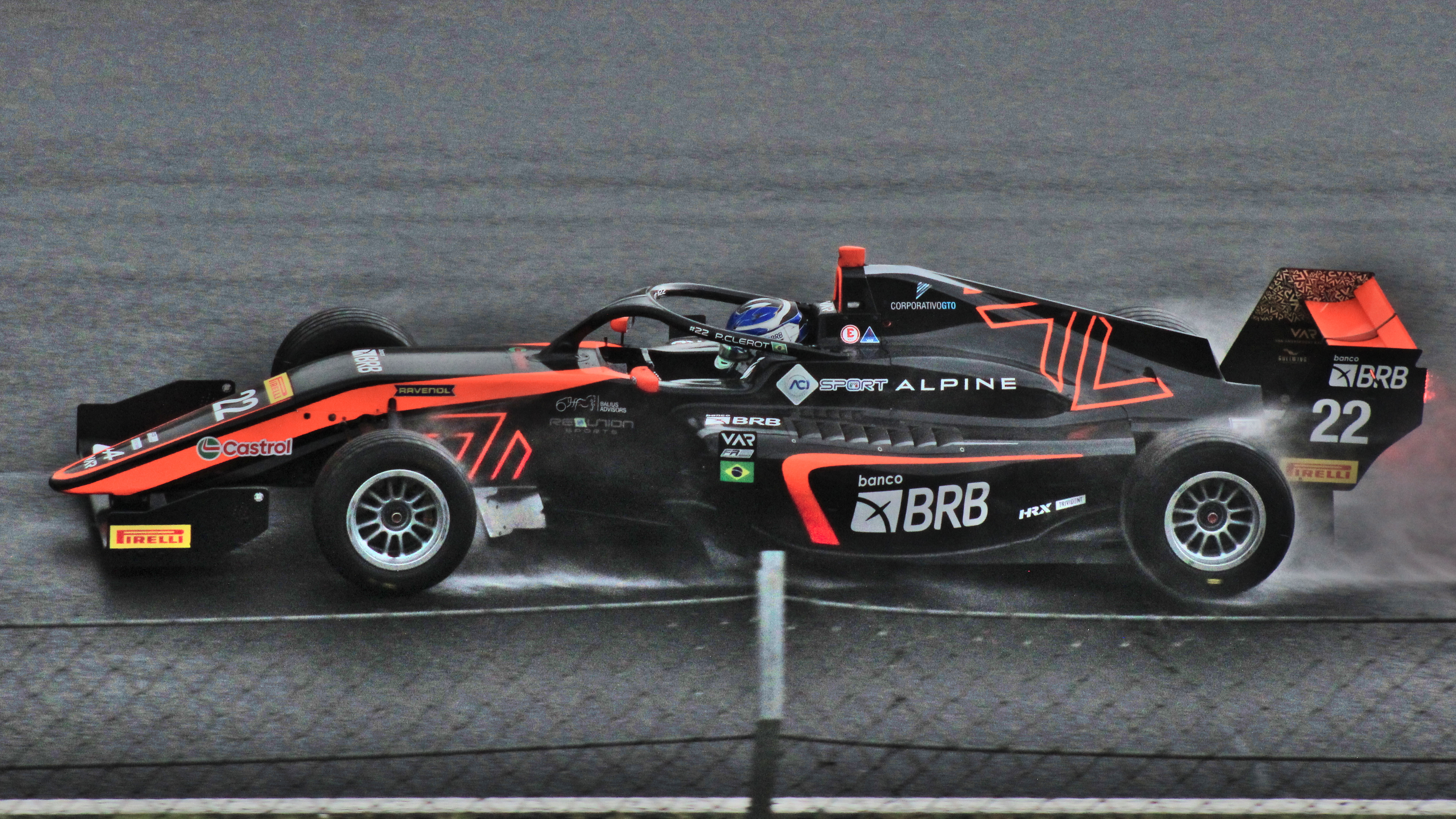
Clerot pilotando o carro da Van Amersfoort em Hungaroring em 2024

Clerot disputou o Campeonato de Fórmula Regional Europeia de 2024 pela equipe neerlandesa Van Amersfoort Racing, tendo como companheiros o italiano Brando Badoer e o português Ivan Domingues. Em seu ano de estreia, Clerot teve como melhores resultados dois terceiros lugares nas corridas 2 de Mugello e de Barcelona, com o brasileiro estando nos pontos em 10 das vinte corridas. Tais resultados o colocaram em oitavo na classificação geral, com 93 pontos. Já entre os rookies, Clerot teve três vitórias, o que lhe rendeu o terceiro lugar nessa categoria. Dentre seus companheiros de equipe, Clerot ficou atrás do experiente Badoer, que ficou em quinto e teve 81 pontos a mais do que o brasiliense, mas superou o também rookie Domingues, que foi o décimo e fez 15 pontos a menos que o brasileiro.
Em novembro de 2024, Clerot foi confirmado na Van Amersfoort para disputar sua segunda temporada na FRECA em 2025. Ele correrá ao lado do indiano Dion Gowda e do japonês Hiyu Yamakoshi.

## Resultados
| Temporada | Categoria                            | Equipe                | Corridas | Vitórias | Poles | V.M.R. | Pódios | Pontos | Class. |
| --------- | ------------------------------------ | --------------------- | -------- | -------- | ----- | ------ | ------ | ------ | ------ |
| 2021      | Fórmula Delta                        | N/A                   | 14       | 2        | 2     | 4      | 9      | 121    | 2º     |
| 2022      | Fórmula 4 Italiana                   | AKM Motorsports       | 6        | 0        | 0     | 0      | 0      | 0      | 31°    |
| 2022      | Fórmula 4 Brasileira                 | Full Time             | 15       | 7        | 3     | 7      | 11     | 266    | 1°     |
| 2022      | FIA Motorsport Games Fórmula 4       | Time Brasil           | 1        | 0        | 0     | 0      | 0      | N/A    | 9º     |
| 2023      | Fórmula 4 dos Emirados Árabes Unidos | MP Motorsport         | 6        | 0        | 0     | 0      | 0      | 30     | 13º    |
| 2023      | Fórmula 4 Espanhola                  | MP Motorsport         | 21       | 2        | 1     | 1      | 3      | 151    | 6º     |
| 2024      | Fórmula Regional do Oriente Médio    | Saintéloc Racing      | 6        | 0        | 0     | 0      | 0      | 0      | 28º    |
| 2024      | Fórmula Regional Europeia            | Van Amersfoort Racing | 20       | 0        | 0     | 0      | 2      | 93     | 8º     |
| 2025      | Fórmula Regional Europeia            | Van Amersfoort Racing | 0        | 0        | 0     | 0      | 0      | 0      | ?      |